# Luchtdroger
Een luchtdroger (zie ook luchtontvochtiger) is een apparaat dat de lucht droogt, dus zo veel mogelijk watermoleculen uit de lucht haalt. Men kan lucht drogen door deze te comprimeren en vervolgens te koelen, waarbij het water uit de lucht komt. Als deze lucht vervolgens geëxpandeerd wordt, is deze erg droog geworden. Dit soort toestellen worden ook wel koeldrogers of condensatiedrogers genoemd.
Men kan de lucht ook afkoelen, waarbij de watermoleculen bevriezen en de restlucht dus droger wordt. 
Een derde manier om de lucht te drogen is om lucht door een medium te blazen dat het vocht uit de lucht opneemt. Dat medium kan bijvoorbeeld silicagel zijn. Deze toestellen worden adsorptie (lucht-)drogers genoemd. Belangrijk hierbij is dat dit soort ontvochtiger gebaseerd is op het principe van adsorptie wat verschillend is van absorptie. Deze adsorptiedrogers zijn vooral interessant in koelere omgevingen met een lagere absolute vochtigheid.
Het is zeer belangrijk om de lucht te drogen voor deze wordt opgeslagen in bijvoorbeeld drukvaten. Vocht zal de in het algemeen stalen vaten op den duur aantasten. Dat aantasten is slechts een deel van het probleem; belangrijker is vaak nog dat door deze aantasting kleine roestdeeltjes in het systeem komen.
Voor deze hogedruklucht worden luchtdrogers gebruikt bestaande uit twee houders met silicagel. De hogedruklucht wordt door de ene houder geleid, een klein deel van de nu droge lucht wordt weer door de andere houder geleid om de hier aanwezige verzadigde silicagel te reconditioneren. Na enige tijd wordt van houder gewisseld.
De droogte van lucht wordt uitgedrukt in het dauwpunt. Een droger die lucht droogt tot een dauwpunt van -40 graden, droogt de lucht erg goed. (Deze droogt de lucht dus ALSOF deze zou zijn teruggekoeld tot -40 graden Celsius)
In 2022 bestaan er adsorptie luchtontvochtigers die een dauwpunt kunnen behalen van -80°C. (Deze wordt voornamelijk gebruikt bij de productie van Li-ion batterijen)
De bouw van deze silicagel-drogers vergt veel ervaring. Bij een onjuist ontwerp wordt de silicagel beurtelings onder druk gebracht en weer geëxpandeerd, waardoor deze kan verpulveren en het hele systeem kan ontregelen.